# Channay-sur-Lathan
Channay-sur-Lathan település Franciaországban, Indre-et-Loire megyében. Lakosainak száma 809 fő (2022. január 1.). Channay-sur-Lathan Courcelles-de-Touraine, Hommes, Rillé, Saint-Laurent-de-Lin, Savigné-sur-Lathan és Noyant-Villages községekkel határos.

## Népesség
A település népességének változása:
| Lakosok száma | 792  | 569  | 578  | 755  | 831  | 824  | 841  | 816  | 806  | 809  |
|               | 1968 | 1982 | 1990 | 2006 | 2013 | 2015 | 2017 | 2019 | 2020 | 2022 |